# Inge Ekström
Inge Nils Johan Ekström, född 12 juli 1927 i Malmö, död 31 december 2012, var en svensk pediatriker och barn- och ungdomspsykiater. 
Ekström, som var son till ingenjör Johan Ekström och Signe Johansson, avlade studentexamen i Malmö 1946, blev medicine kandidat vid Lunds universitet 1949 och medicine licentiat där 1954. Han var vikarierande underläkare vid medicinska avdelningen i Uddevalla 1953, vid centrallaboratoriet och kvinnokliniken på Malmö allmänna sjukhus 1954, på Växjö epidemisjukhus 1954, vid medicinska avdelningen i Halmstad 1955, på Malmö epidemisjukhus 1955, Flensburgska barnsjukhuset 1955–1956, underläkare där 1957–1960, vid barnpsykiatriska kliniken på Malmö allmänna sjukhus 1960–1961, praktiserande barnläkare i Malmö 1961–1970 och läkare vid Skolornas rådgivningsbyrå i Malmö från 1962.